# Oiva Olenius
Oiva Oskar Olenius, född 16 september 1890 i Helsingfors, död 23 augusti 1968, var en finländsk infanterigeneral från 1955.
Olenius var son till arbetsledaren Johan Olenius och Justiina Marjamäki. Han gifte sig 1921 med Brita Sigrid Ingeborg Alice Nydahl.

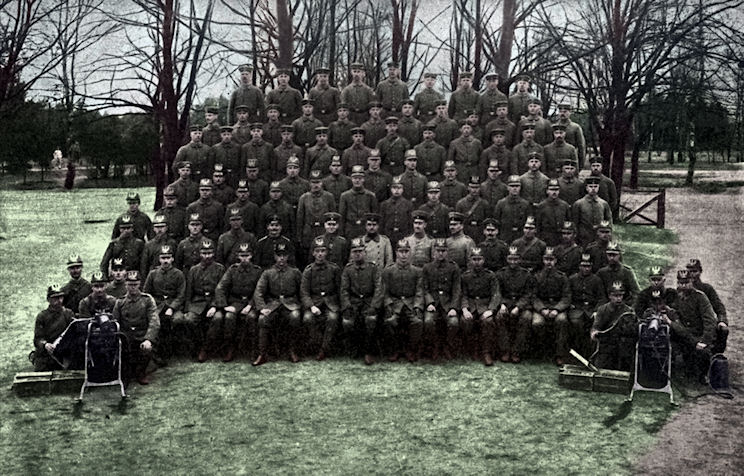
Oiva Olenius återfanns sedan 10 juli 1917 i 27. Jägarbataljonens kulsprutekompani.

Han anslöt sig till jägarrörelsen 1915 och deltog i finska inbördeskriget 1918. han tjänstgjorde huvudsakligen i försvarsministeriet från 1918 i olika uppdrag. 1926–55 var han dess kanslichef. 